# Toldi estéje
A Toldi estéje Arany János Toldi-trilógiájának befejező része, mely a Toldi után sorrendben másodikként készült és jelent meg. A második rész, Toldi szerelme jóval később, 1879-ben látott napvilágot.

## Keletkezése, megjelenése
Miután a Kisfaludy Társaság 1846. február 7-én kitűzött pályázatára Arany elkészítette a Toldit, a trilógia első részét, (mely 1847. elején meg is nyerte a pályázatot), még 1847 nyarán elkezdte írni a Toldi estéjét is. Eredetileg nem állt szándékában trilógiát írni, a folytatásra a Toldi váratlanul nagy sikere ösztönözte.
1847. május 27-én kelt levelében tudatta Petőfivel, hogy „Egy Toldit akarok még írni, Toldi Estéjét…”. Megírásához július elején fogott hozzá. A mű teljes egészében 1848. március 20-án már kész volt, de csak hat és fél évvel később, 1854 őszén jelent meg.
Arany a kéziratot 1848. április 1-jén felküldte Petőfinek Pestre, ám azt a forradalmi események miatt már nem volt mód kinyomatni. Októberben Petőfi bevonult zászlóaljához és a nála lévő kéziratot Debrecenben hagyta, melyet Arany november végén át is vett. A szabadságharc idején, majd a vereséget követő csüggedés és elnyomás első éveiben kiadására nem is gondolhatott. „Az a derült nagyobb munka, melyben 1848 előtt hős-idylli képeket kezdtem rajzolni, elvesztette rám varázsát” – írta Elegyes darabjainak előszavában.
1854 tavaszán mégis elhatározta magát, a kiadásra szerződést kötött Heckenast Gusztávval, és a mű október elején végre megjelent. Eötvös József rögtön a megjelenés után Aranynak küldött levelében így írt: „Ha valaha művet láttam, mely minden követeléseimnek megfelelt: Toldi Estéje az…”

## Történet
|  | Alább a cselekmény részletei következnek! |

### Első ének
Az öreg Toldi elfeledve, tétlenül él otthon Nagyfaluban. Három éve nem fordult meg Budán, mert az új erkölcsöket lenéző, nyers szókimondásáért a király kitiltotta az udvarból. Édesanyja régen elhunyt már, most ő is a halálra készül. Elhatározza, hogy megássa saját sírját hű szolgája, a megboldogult „vén” Bence fiának, a „kis" Bencének segítségével. Mikor végeznek, követ érkezik, Pósafalvi János, aki tudatja az idős bajnokkal, hogy Budán egy olasz vitéz bajvívásban mindenkit legyőzött, aki kiállt ellene, szidja az ország becsületét és az elnyert országcímeres pajzzsal vissza akar menni hazájába. Toldiban újból fellángol a régi tetterő, szinte megfiatalodik. Budára készül, hogy bosszút álljon az olaszon és megmentse a magyarok becsületét. (41 versszak.)

### Második ének
Másnap reggel Toldi barátruhában, a fegyverhordozó Bencével együtt útnak indul. Budán Lajos király és a nép előtt folytatott bajvívásokban mindig az olasz győz, már senki nem mer kiállni ellene. Végül a bátor Gyulafi ikertestvérek állnak ki vele életre-halálra: Gyulafi Lóránt és Bertalan. Az olasz velük is csúnyán elbánik: Bertalan meghal, Lórántot is csak az idegen vitéz lovagiassága menti meg a haláltól. (36 versszak.)

### Harmadik ének
Az olasz már távozni készül, amikor megérkezik Toldi. Szőrcsuháját és ósdi fegyvereit látva, inkább tűnik barátnak, mint Magyarország hősének. A nép nem ismeri fel, kinevetik és fegyverhordozóját, Bencét majdnem meglincselik. Toldi hosszú kemény küzdelemben megöli az olasz vitézt, azzal lóra pattan és Bencével együtt elviharzik a helyszínről. A sokféle találgatásnak, hogy ki lehet az ősz barát, Pósafalvi vet véget, aki a király tudtára adja, hogy a csuklyás vitéz a holtnak vélt öreg Toldi. Lajos király megörül és egy díszes csapatot küld, hogy hozzák vissza. (46 versszak.)

### Negyedik ének
Toldi Bencével már Rákosmezőn jár, mikor a nép és a király követei beérik. Egyikük átadja neki az üzenetet, hogy az uralkodó már rég újra kegyelmébe fogadta volna, de Toldinak halálhírét keltették. Toldi örömmel visszatér, útja Pest és Buda utcáin valóságos diadalmenet. Mielőtt azonban a várba menne, megkéri kísérőit, hadd térjen be három éve nem látott kis budai házába, hogy kámzsáját levegye és illendően jelenjen meg a királyi palotában. (30. versszak)

### Ötödik ének
Toldi díszes ruhájában a királyi udvarba indul. Ott az udvaroncok zajosan mulatnak, tréfálkoznak. Egyikük hárfakísérettel elénekli Szent László csodás történetét, amint fölkel a sírboltból és megsegíti Laczfi Endrét és maroknyi seregét a tatárok elleni moldvai hadjáratban. A másik apród arról énekel, miképp járta meg Toldi Miklós hajdanában a furfangos özveggyel. Nagy kacagás támad, megismétlik és tanulgatják a gúnyos dalt, amikor belép az ősz Toldi. Hirtelen elhallgatnak, de aztán újra gúnyos célzásokat tesznek, majd énekelni kezdik a gúnydalt. Toldi haragra lobban, hatalmas csapásától három apród szörnyethal. Dühösen a királyhoz megy, kemény szavakkal illeti és elrohan. Miután a felséges úr megtudja, mi történt, fájó szívvel parancsot ad Toldi elfogására. (20 versszak, benne egy 17 és egy 7 versszak hosszúságú, egy-egy udvaronc által előadott ének.)

### Hatodik ének
Otthon Bence enni adott a lovaknak és most tisztogatja ura rozsdás szerszámait. Toldi érkezik vérben forgó szemekkel, akit nagyon megviselt az előző eset. Utolsó erejével a tölgyfa asztalra csapja buzogányát és tántorogni kezd. Bence az ágyra segíti az immár haldokló hőst. Megérkezik Allaghi Simon, a testőrtiszt, aki azt a parancsot kapta, hogy Toldit börtönbe kell vetnie. Az öreg állapotát meglátva azonban visszatér, és megviszi a királynak a szomorú hírt. Lajos király megrendülve siet Toldi házába, és mindent megbocsát. Toldi szívére köti a királynak, hogy szeresse a magyar népet, és a király kezét fogva meghal. Tetemét vaskoporsóban szállítják haza Nagyfaluba, és abba a sírba helyezik, melyet maga ásott önmagának. (38 versszak.)
|  | Itt a vége a cselekmény részletezésének! |

## Szereplők
- Toldi Miklós
- Bence, Toldi szolgája
- Pósafalvi János, hírnök
- I. Lajos, Magyarország királya
- Gyulafi Lóránt, vitéz
- Gyulafi Bertalan, vitéz
- az olasz vitéz
- apródok
- a kapus
- Allaghi Simon, a testőrök parancsnoka